# Mastophora stowei
Mastophora stowei är en spindelart som beskrevs av Levi 2003. Mastophora stowei ingår i släktet Mastophora och familjen hjulspindlar. Inga underarter finns listade i Catalogue of Life.